# Kanton Chalon-sur-Saône-Ouest
Kanton Chalon-sur-Saône-Ouest (francouzsky Canton de Chalon-sur-Saône-Ouest) je francouzský kanton v departementu Saône-et-Loire v regionu Burgundsko. Tvoří ho dvě obce.

## Obce kantonu
- Chalon-sur-Saône (západní část)
- Châtenoy-le-Royal